# Лотков, Василий Михайлович
Василий Михайлович Лотков (12 августа 1915, Кронштадт, Петроградская губерния — 25 июня 1973, Ленинград) — советский футболист, нападающий, тренер. Мастер спорта СССР.
Начал выступления в команде Морского завода, Кронштадт. В чемпионате СССР играл за «Электрик» (1936—1939), «Динамо» Ленинград (1940—1941), «Динамо» (Ленинград) (1944—1951). В 1936—1941, 1944—1947 также выступал за сборную Ленинграда. В Кубке СССР 1953 играл за «Динамо-2» Ленинград.
В сезоне 1946/47 года, а также в 1948—1950 годы, играл в хоккей с шайбой за «Динамо» Ленинград.
Тренировал ленинградские клубы «Трудовые резервы» (1956—1960), «Динамо» (1960—1961), «Светлана» (1962—1973) игравшую в первенстве Ленинграда. Под его руководством в 1969 году клубная команда «Светлана» стала чемпионом Ленинграда.

## Достижения
- Финалист Кубка СССР: 1938